# Pierścienie planetarne

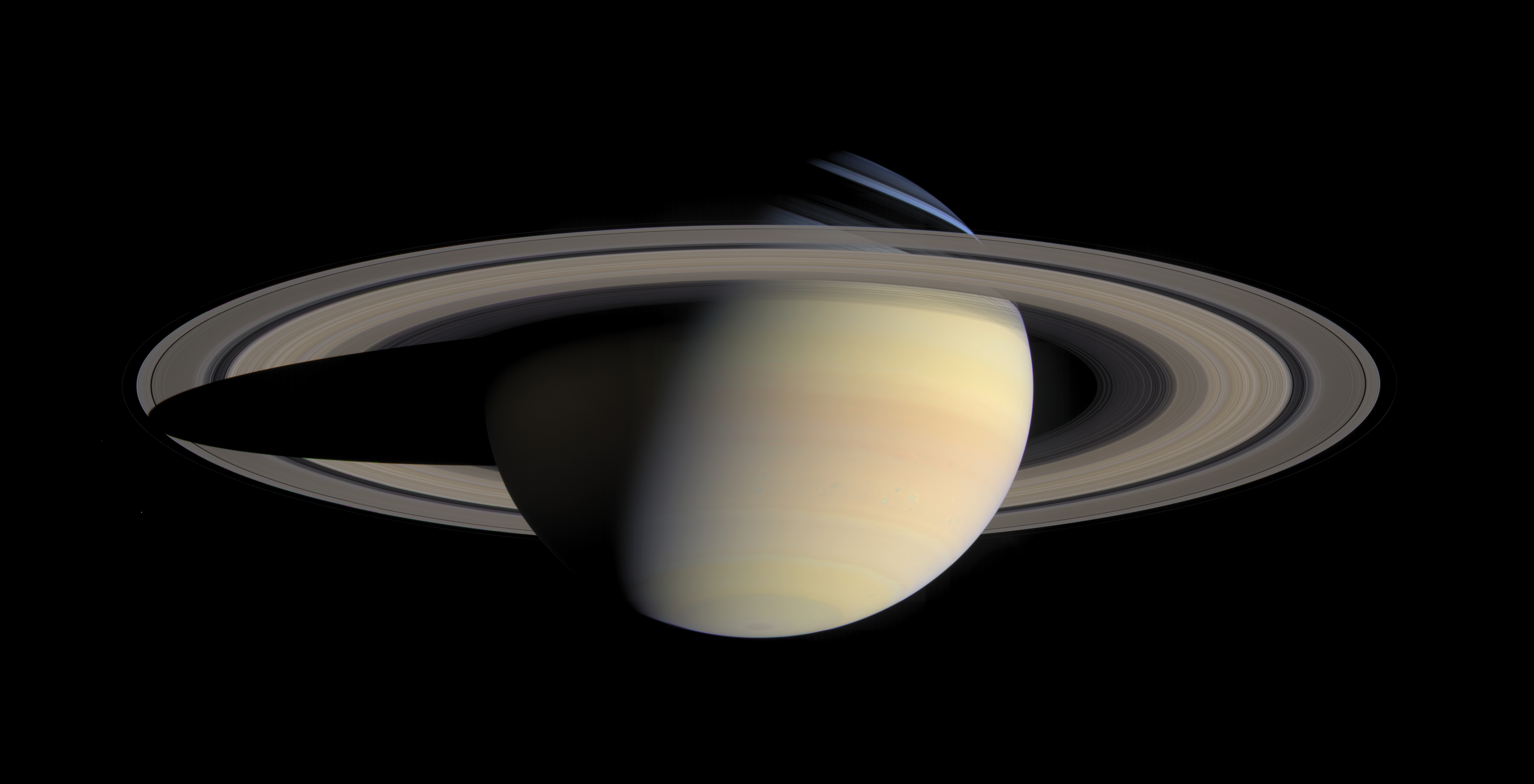
Zdjęcie Saturna i jego pierścieni zrobione przez sondę Cassini 2004-10-06

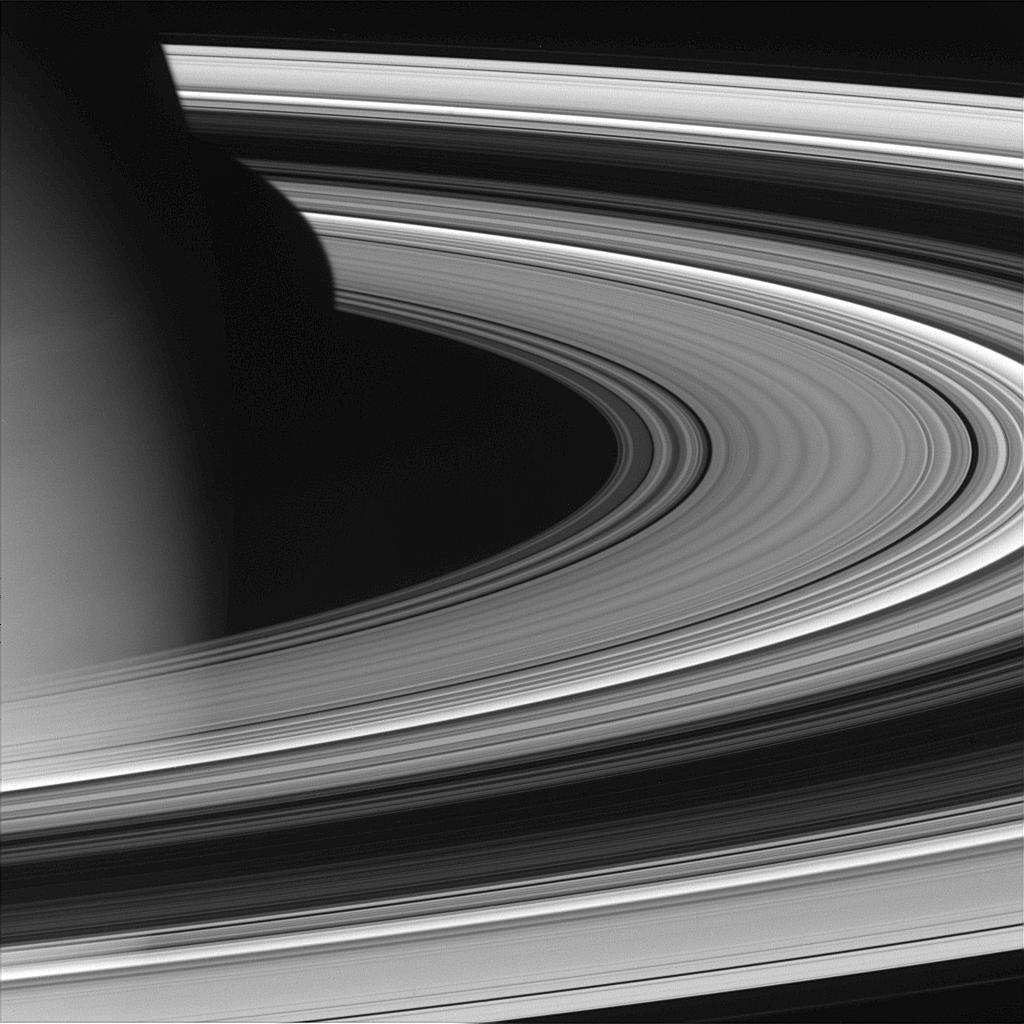
Zdjęcie pierścieni Saturna wykonane przez sondę Cassini 2004-10-27

Pierścień planetarny – pierścień złożony z cząsteczek pyłu i innych małych cząstek orbitujących dookoła planety w cienkim obszarze o kształcie dysku. Mają je wszystkie gazowe olbrzymy w Układzie Słonecznym i niektóre małe ciała niebieskie.

## Występowanie
Najbardziej spektakularne i znane pierścienie planetarne należą do Saturna, ale wszystkie cztery największe planety Układu Słonecznego: Saturn, Uran, Neptun i Jowisz mają układy pierścieni o różnej złożoności. Także niektóre małe ciała Układu Słonecznego okazały się mieć własne pierścienie; pierwszy taki system odkryto wokół (10199) Chariklo z grupy centaurów
Poza Układem Słonecznym zaobserwowano planety pozasłoneczne, które mogą mieć pierścienie. Planeta Proxima Centauri c jest znacznie jaśniejsza w podczerwieni niż wynikałoby to z jej masy, czego wyjaśnieniem może być otaczający ją duży system pierścieni. Istnieniem pierścieni wokół orbitującej towarzyszki tłumaczono zaćmienie gwiazdy V1400 Centauri, ale zjawisko nie powtórzyło się i prawdopodobnie wywołał je niezwiązany obiekt otoczony dyskiem pyłowym.

## Charakterystyka
Pochodzenie pierścieni planetarnych nie jest dokładnie znane, prawdopodobnie zostały ukształtowane przez odpryski materii powstające przy zderzeniach ciał lub przez rozerwanie księżyca planety, gdy ten zbliżył się do planety i przekroczył granicę Roche’a. Kształt pierścieni jest określony w dużym stopniu przez pole grawitacyjne planety, np. pierścienie Saturna A, B, C leżą dokładnie w płaszczyźnie równika planety.
Również aktywność geologiczna księżyców może tworzyć i kształtować pierścienie, co ma miejsce w przypadku pierścienia E Saturna, utworzonego przez cząstki wyrzucane przez gejzery na księżycu planety, Enceladusie. Jest to jednak nietypowy pierścień o dużej grubości.
Skład cząstek pierścieni jest różny, mogą składać się z lodu i krzemianów. W pierścieniach mogą też występować większe bryły skalne.

## Relacje z księżycami
Niekiedy pierścieniom towarzyszą tzw. „księżyce pasterskie”, czyli małe księżyce, których orbity przebiegają blisko granic pierścieni lub w przerwach między nimi. Grawitacja księżyców pasterskich tworzy i utrzymuje ostrą krawędź takiego pierścienia: materia „dryfująca” w pobliżu orbity księżyca pasterskiego, po zbliżeniu się do niego jest odrzucana w głąb pierścienia, wyrzucona z pierścienia lub nawarstwia się na księżycu. Także rezonans grawitacyjny pomiędzy satelitami a cząstkami pierścienia ma wpływ na budowę pierścienia, analogicznie do rezonansu Jowisza z niektórymi planetoidami, patrz przerwy Kirkwooda.
Dwa małe księżyce Jowisza, Metis i Adrastea, krążą w obrębie pierścieni planetarnych Jowisza i wewnątrz granicy Roche’a. Oznacza to, że każdy niezwiązany z księżycem okruch, np. powstający w wyniku uderzenia w księżyc innego okruchu, jest porywany z jego powierzchni przez siły pływowe Jowisza zasilając pierścienie w nowy materiał.
Niezwykłą cechą pierścieni Neptuna jest to, że wydają się one składać z oddzielnych łuków, nie opasując całej planety. Sonda kosmiczna Voyager 2 przekazała jednak zdjęcia, które wykazują, że pierścienie są jednak kompletne, za to posiadają wyraźnie jaśniejsze łuki. Jest to wynik grawitacyjnego oddziaływania księżyca pasterskiego – Galatei i prawdopodobnie jeszcze innego, nieodkrytego ciała.